# 제오기
제오기 (第五琦) (712 또는 713 – 782년 9월 19일), 자 우규 (禹珪), 정식 작위는 부풍공 (扶風公)으로, 당나라 시기 중국의 경제학자이자 정치인이었다. 숙종 재위 기간에 짧게 재상을 지냈지만, 소금과 철에 대한 국가 전매제를 주장하는 등 숙종이 재위 기간 동안 시행한 경제 정책에 미친 영향으로 더 잘 알려져 있다.

## 배경
제오기는 712년 또는 713년에 태어났다. 그의 가문은 장안의 당나라 수도 출신으로, 전설적인 제순과 전국 시대의 제 왕실에 조상이 닿아 있다. 그는 일찍 부모를 여의었고, 친형인 제오화 (第五華)를 매우 존경하고 순종했다고 한다. 장성한 후에는 뛰어난 행정 능력과 제국을 부유하게 하고 군대를 강화하려는 야심을 보였다.

## 당 현종 재위 기간
현종 재위 말기, 제오기는 경제에 관심이 많은 관리 위건 (韋堅) 휘하에서 일했다. 위건은 746년 재상 이임보의 책략으로 파면되고 나중에 죽임을 당했는데, 이때 제오기도 강등되어 결국 수강현 (須江, 현재 취저우시, 저장성)의 현령이 되었다. 그는 수강현이 속한 신안군의 태수 하란진명 (賀蘭進明)의 존경을 받았다. 장군 안록산이 범양절도사 (范陽, 본부는 현재 베이징시)에서 반란을 일으킨 후, 하란진명은 북해군 (대략 현재 웨이팡시, 산둥성) 태수가 되었고, 제오기를 자신의 보좌관 (錄事參軍, Lushi Canjun)으로 추천했다. 당시 안록산의 군대는 인근 다섯 군을 점령했고, 하란진명은 맞설 수 없었다. 현종은 불쾌하여 환관 사절을 북해군으로 보내 하란진명을 위협했다. "하란진명이 영토를 회복하지 못하면 그의 목을 베어라"는 지시를 전하며 겁을 준 것이다. 하란진명이 두려워하자, 제오기는 군의 비축금을 사용하여 공격 부대를 고용할 것을 제안했다. 하란진명은 동의했고, 고용된 공격 부대는 그가 신도군 (대략 현재 헝수이시, 허베이성)을 탈환하는 데 도움이 되었다.

## 당 숙종 재위 기간
승리 후 하란진명은 제오기를 현종에게 승전 보고를 위해 보냈다. 그 시점, 즉 756년 여름 또는 그 이후에 안록산의 새 국가인 연의 군대가 장안을 점령하여 현종은 청두시로 피신해야 했다. 현종의 아들이자 태자인 숙종은 그를 따라 청두로 가지 않고 링우시로 도피하여 황제로 즉위했다 (숙종). 현종은 이 소식을 듣고 이를 인정했다. 제오기는 현종 또는 숙종을 만났는데, 《구당서》와 《신당서》의 그의 열전은 이 부분에서 서로 상충된다. 《구당서》는 그가 현종을 만났다고 기록하고, 《신당서》는 숙종을 만났다고 기록한다. 자치통감은 그가 현종을 만난 다음 숙종을 만났다고 기록하여 이러한 상충을 조화시키려 했다. 그는 황제에게 당면한 주요 과제는 비교적 부유한 양쯔강-화이허 지역에서 자금을 보충하여 병사들을 유지하는 것이라고 설득하는 데 성공했다. 황제는 동의하고 제오기를 양쯔-화이 지역의 재정 문제 담당으로 임명했다. 제오기는 소금과 철에 대한 국가 전매제를 만들고 해당 산업에서 일할 사람들을 모집하여, 세금을 늘리지 않고 이익으로 황실 재정을 보충했다. 곧 하남 지역 (즉, 현재 허난성과 산둥성)도 그의 책임 지역에 추가되었고, 그는 또한 호부시랑으로 임명되었다. 758년, 물가가 크게 오르고 국가에 주화가 부족해지자 제오기의 제안으로 숙종은 건원중보 (乾元重寶, 건원은 당시의 연호)라는 특수 주화를 주조하도록 명령했는데, 각 건원중보 주화는 일반 주화 10개의 가치를 가졌다.
759년, 숙종이 재상들을 재편하는 과정에서 묘진경과 왕우는 재상직에서 해임되었고, 제오기는 여음, 이현, 이궤와 함께 재상으로 임명되었으며, 그 직책은 동중서문하평장사 (同中書門下平章事)였다. 제오기가 재상이 된 후, 그는 이중 원형 테두리 (重輪錢, Chonglun Qian)를 가진 특수 주화를 추가로 주조했는데, 이는 일반 주화 50개의 가치를 가졌다. 당시 식량 가격이 급등하여 많은 굶주림과 기아가 발생했고, 새로운 주화의 위조도 많았다. 대중은 이 비참한 상황을 제오기의 탓으로 돌렸고, 많은 고발이 그에게 제기되었다. 759년 겨울, 숙종은 제오기를 충주 (忠州, 현재 충칭시)의 현령으로 강등시켰다. 제오기의 옛 상사인 하란진명도 그와 관련되었다는 혐의로 강등되었다. 제오기가 장안을 떠난 후, 제오기가 200 냥의 금을 뇌물로 받았다는 또 다른 고발이 있었고, 숙종은 어사 유기광 (劉期光)을 보내 제오기를 쫓아가 심문하게 했다. 제오기는 다소 비꼬는 듯이 대답했다:
나는 재상이었고, 항상 200냥의 금을 가지고 다닐 수는 없었습니다. 누가 지불했고, 누가 받았는지 밝혀낼 수 있다면, 법에 따라 심판을 진행하십시오.

유기광은 이를 유죄 인정으로 받아들이고 제오기가 유죄를 인정했다는 보고서를 제출했다. 제오기는 관직에서 해임되어 이주 (夷州, 현재 쭌이시, 구이저우성)로 유배되었다. 762년에야 그는 유배에서 소환되어 낭주 (朗州, 현재 창더시, 후난성)의 태수가 되었다.

## 당 대종 재위 기간
제오기는 낭주를 잘 다스렸다고 전해지며, 결국 소환되어 숙종의 후계자인 대종의 아들이자 태자인 이괄의 막료로 일하게 되었다. 763년, 토번 군대가 장안을 기습 공격하여 대종이 섬주 (陝州, 대략 현재 싼먼샤시, 허난성)로 피신해야 했을 때, 대종은 장군 곽자의를 관중 지역의 당군 총사령관으로 임명하여 장안 지역을 탈환하고 진압하는 임무를 맡겼다. 곽자의는 자신의 권한을 사용하여 제오기를 자신의 부관으로 삼아 병참을 담당하게 했고, 곧 제오기를 장안을 포함한 특별 시인 경조시 (京兆)의 시장으로 임명했다. 대종이 장안으로 돌아온 후, 제오기는 다시 재정 문제를 담당하게 되었고 부풍공에 봉해졌다. 765년 관중 지역에서 밀 수확이 좋았을 때, 그의 제안으로 밀 수확량의 10%로 세금이 인상되었다. 766년, 대종은 국가의 재정 업무를 두 부분으로 나누었다. 당시 호부 상서였던 유언이 동쪽 절반을 담당하고, 다시 호부시랑이 된 제오기가 서쪽 절반을 담당했다. 766년 말, 제오기가 부과한 무거운 세금을 피해 관중 지역의 사람들이 도망치자, 대종은 대사면을 내리고 제오기가 제안했던 세금을 폐지했다. 또한 이 시기에 많은 장군들이 황실 금고에 보관된 비단에 대한 요구를 하면서, 제오기는 모든 요구를 충족시킬 수 없었고, 대신 세금으로 징수한 비단을 궁궐 안의 대영고 (大盈庫)로 모두 이전하고 환관들에게 책임을 맡김으로써 요구가 중단되도록 노력했다. (그러나 이것은 심각한 부작용을 초래했다. 환관들은 상세한 회계 처리를 할 필요가 없었기 때문에, 징수한 비단을 설명하는 것이 불가능해졌다. 이 시스템은 당시 재상이었던 양염의 제안으로 779년에 결국 폐지되었다.)
그의 직위에서 제오기는 10년 이상 재정 문제를 담당했다. 770년, 대종이 강력한 환관 어조은을 처형한 후, 제오기는 어조은의 동료로 간주되어 괄주/처주 (括州/處州, 현재 원저우시, 저장성)의 태수로 강등되었다. 그는 나중에 다른 두 주의 태수를 지낸 후 소환되었지만, 장안이 아니라 동도 뤄양시로 소환되어 명목상 다시 태자의 막료로 일했다.

## 당 덕종 재위 기간
779년 대종이 사망한 후, 이괄은 그를 계승하여 덕종이 되었다. 그는 제오기가 유능하다고 믿고 782년에 제오기를 장안으로 소환하여 승진시킬 준비를 했다. 그러나 제오기는 장안에 도착한 직후 사망했으며, 성대한 예로 매장되었다.

## 같이 보기
- 구당서, vol. 123.
- 신당서, vol. 149.
- 자치통감, vols. 217, 218, 219, 220, 221, 223, 224.